# خوسيه أورتيغا كانو
خوسيه أورتيغا كانو (بالإسبانية: José Ortega Cano)‏ هو مصارع ثيران وماتادور إسباني، ولد في 27 ديسمبر 1953 في كارتاخينا في إسبانيا.